# Halenbeck-Rohlsdorf
Halenbeck-Rohlsdorf est une commune allemande de l'arrondissement de Prignitz, Land de Brandebourg.

## Géographie
La source de la Dömnitz jaillit dans le territoire de la commune.
La commune comprend les quartiers de  Brügge, Ellershagen, Halenbeck, Rohlsdorf et Warnsdorf.
|            | Meyenburg           |                 |
| Gerdshagen | Halenbeck-Rohlsdorf | Wittstock/Dosse |
|            | Pritzwalk           | Heiligengrabe   |

## Histoire
Brügge et Warnsdorf fusionnent avec Halenbeck en 1962.
La commune d'Halenbeck-Rohlsdorf est née le 31 décembre 2001 de la fusion volontaire des communes de Halenbeck et Rohlsdorf.

## Personnalités liées à la commune
- Helene Wachsmuth (1844–1931), écrivaine

## Source, notes et références
- (de) Cet article est partiellement ou en totalité issu de l’article de Wikipédia en allemand intitulé « Halenbeck-Rohlsdorf » (voir la liste des auteurs).